# Andy Polo
Andy Jorman Polo Andrade (ur. 29 września 1994 w Limie) – peruwiański piłkarz występujący na pozycji skrzydłowego w klubie Universitario de Deportes oraz w reprezentacji Peru. W swojej karierze grał także w takich zespołach jak USMP, Inter Mediolan oraz Millonarios. Znalazł się w kadrze na Copa América 2016.